# Виноградний агат
Виногра́дний ага́т (англ. Grape Agate) — маркетингова назва фіолетових агрегатів крихітних кристалів кварцу з ботріоїдальним (сферичним) виглядом. Назва відображає те, як вони утворюються в скупченнях, які нагадують грона винограду. Деякі зразки мають білий, сірий, зелений або синій колір. Окремі ку́льки мають діаметр від 2 до 20 мм.
Мінералогічно кажучи, «виноградний агат» насправді є не агатом, а ботріоїдальним фіолетовим халцедоном. 
Він зустрічається в Індонезії, а також був знайдений на захід від Грін-Рівер в Юті:75.
На ринок мінералів вийшов у 2016 році. Використовується в ювелірних та інших декоративних виробах.